# 經緯天廈
22°59′55″N 120°14′24″E / 22.99861°N 120.24000°E
經緯天廈，是臺灣臺南市永康區的一幢商辦大樓，是該地區的建築地標，1991年落成時是臺南縣第一高樓，後被臺南麗池大樓取代。

## 歷史
經緯天廈所在地為臺南市永康區網寮，原址為國軍陸軍四分子營區。1988年軍營遷移撤走，進行土地重劃，再由國有財產局標售，由良美集團取得這塊土地。當時臺南市政府已實施建築物容積管制，臺南縣政府尚未實施，建商紛紛在臺南縣的鄰近縣市交界處搶建高樓。良美建設繼慶茂大樓之後，在忠孝路與小東路口興建這幢地上20層的辦公大樓。

## 建築
經緯天廈的建築為鋼筋混凝土構造，地上20層，地下2層，高度87米，共194戶，三面臨路，於1991年落成啟用。大樓的外觀，臨路三面外牆使用石材與玻璃帷幕，後方及高樓層牆面則貼方塊磚。面向街道的二樓、頂樓、轉角都有裝飾性的方形漏窗，三、四樓則為長形窗櫺，大樓主入口有裝飾用的斗栱，這種設計元素一直延伸到同一個街廓的老爺官邸公寓大樓；大樓的屋突設置了錐形裝飾屋頂，在臺南的商辦建築中較有變化特色。

## 使用
經緯天廈大樓設計為辦公用途，每一戶的原始內部格局皆為開敞無隔間。著名的用戶有一樓的上海商業儲蓄銀行永康分行；19樓臺南之聲廣播電台，大樓屋頂設有廣播發射器；地下一樓有基督教臺南錫安堂。